# Jeunesse triomphante (film, 1939)
Pour les articles homonymes, voir Jeunesse triomphante.
Pour plus de détails, voir Fiche technique et Distribution.
Jeunesse triomphante (Dust Be My Destiny) est un film américain réalisé par Lewis Seiler, sorti en 1939.

## Fiche technique
- Titre original : Dust Be My Destiny
- Titre français : Jeunesse triomphante
- Réalisation : Lewis Seiler
- Scénario : Robert Rossen d'après le roman de Jerome Odlum
- Direction artistique : Hugh Reticker (en)
- Costumes : Milo Anderson
- Photographie : James Wong Howe
- Montage : Warren Low
- Musique : Max Steiner
- Société de production : Warner Bros.
- Pays de production : États-Unis
- Format : Noir et blanc - 1,37:1 - Mono
- Genre : drame
- Durée : 88 minutes
- Date de sortie : 1939

## Distribution
- John Garfield : Joe Bell
- Priscilla Lane : Mabel
- Alan Hale : Mike Leonard
- Frank McHugh : Caruthers
- Billy Halop (en) : Hank
- Bobby Jordan (en) : Jimmy
- Charley Grapewin : Pop
- Henry Armetta : Nick
- Stanley Ridges : Charlie Garrett
- John Litel : Procureur
- Moroni Olsen : Slim Jones
- Victor Kilian : Doc Saunders
- Frank Jaquet (en) : Abe Connors
- Ferike Boros : la propriétaire de l'épicerie fine
- Marc Lawrence : Venetti
- Arthur Aylesworth : Magistrat
- William B. Davidson : Warden
- George Irving : Juge